# 시티베니 람부카
시티베니 리가마마다 람부카(Sitiveni Rabuka, 1948년 9월 13일~)는 피지의 정치인, 전직 군인, 전직 체육선수다. 다카운드로베주 출신으로 1987년 5월 14일에 쿠데타를 일으켜 정권을 잡은 후 1992년 6월 2일부터 1999년 5월 19일까지 총리로 재직했고, 2022년 12월 24일부터 다시 총리직에 올랐다.